# Uttertjärnen (Anundsjö socken, Ångermanland, 706415-158265)
Uttertjärnen är en sjö i Örnsköldsviks kommun i Ångermanland och ingår i Moälvens huvudavrinningsområde.